# Legitimocythere
Legitimocythere is een geslacht van kreeftachtigen uit de klasse van de Ostracoda (mosselkreeftjes).

## Soorten
- Legitimocythere acanthoderma (Brady, 1880) Coles & Whatley, 1989
- Legitimocythere aculeata Jellinek & Swanson, 2003
- Legitimocythere bermudezi (Bold, 1946) Coles & Whatley, 1989 †
- Legitimocythere castanea Jellinek & Swanson, 2003
- Legitimocythere geniculata Mazzini, 2005
- Legitimocythere parmula (Deltel, 1963) Coles & Whatley, 1989 †
- Legitimocythere presequenta (Benson, 1977) Coles & Whatley, 1989 †
- Legitimocythere tridens (Hornibrook, 1952) Coles & Whatley, 1989